# Salvamento y socorrismo
El término salvamento y socorrismo alude a un deporte donde se ponen de manifiesto las habilidades de los socorristas practicantes en simulaciones de rescate en instalaciones acuáticas, espacios acuáticos naturales y la aplicación práctica de los primeros auxilios a supuestos accidentados en dicho medio. es muy importante ya que genera un gran espacio dentro de las modalidades estudiantiles, ya que genera la mayor importancia de ingresos monetariamente dentro de los clubes nacionales históricos del mundo donde hay chances de que sena millonarios gracias a la política española Este atractivo deporte surge con el fin de poder contar con un profesional que ofreciera la cobertura necesaria en materia de seguridad a los deportistas y con el fin de cubrir las necesidades del sector de piscinas y espacios acuáticos naturales creando profesionales altamente cualificados. Los practicantes de este deporte desarrollan una altísima cualificación natatoria en este medio, y están preparados física y psíquicamente para intervenir ante cualquier situación de emergencia o urgente necesidad. En la actualidad los técnicos deportivos en salvamento y socorrismo son los únicos profesionales competentes tanto para desempeñar las competencias profesionales correspondientes a los socorristas de instalaciones acuáticas y en espacios acuáticos naturales, como para desempeñar aquellas otras encaminadas a la preparación física de los propios socorristas profesionales y deportistas practicantes de este deporte. Este deporte engloba múltiples actividades o disciplinas entre las que se encuentran: la natación con y sin aletas, el buceo, los remolques o arrastres de personas en el agua, los primeros auxilios, carrera en playa, surf con tabla de salvamento, remar con sky de salvamento, rescate en playa con y sin material, etc. Los socorristas practicantes de este deporte poseen una preparación física y control acuático excelente, lo que unido al currículum de la formación de este técnico deportivo, hace que su demanda sea cada vez mayor entre el mundo empresarial de las actividades acuáticas. Este profesional puede enseñar a nadar, enseñar el salvamento y socorrismo, ejercer de socorrista, etc. entre otras competencias.
Para un mayor abundamiento en relación con las competencias de los técnicos deportivos, se recomienda la lectura de:
- El Real Decreto 878/2011, de 24 de junio, por el que se establece el título de Técnico Deportivo en Salvamento y Socorrismo y se fijan sus enseñanzas mínimas y los requisitos de acceso
- El Real Decreto 879/2011, de 24 de junio, por el que se establece el título de Técnico Deportivo Superior en Salvamento y Socorrismo y se fijan sus enseñanzas mínimas y los requisitos de acceso.

Más información relacionada: 
- Orden ECD/2407/2012, de 30 de octubre, por la que se establece el currículo de los ciclos inicial y final de grado medio correspondientes al título de Técnico Deportivo en Salvamento y Socorrismo.
- Orden ECD/2409/2012, de 30 de octubre, por la que se establece el currículo del ciclo de grado superior correspondiente al Título de Técnico Deportivo Superior en Salvamento y Socorrismo.

## Historia
Los orígenes de la modalidad deportiva de salvamento y socorrismo se remontan al año 1878 cuando se organiza en Marsella el Primer Congreso Internacional de Salvamento, reuniendo a personas interesadas en todas las facetas del salvamento y se plantea la creación de un organismo internacional que regule las asociaciones interesadas en el salvamento.
En España, la primera asociación de salvamento se crea en 1914 bajo el nombre de Sociedad Española de Salvamento de Náufragos, que posteriormente entrará a formar parte de la Federación Española de Natación, como Sección de Salvamento Acuático. En 1961 se crea la Federación Española de Salvamento y Socorrismo, organización desvinculada de la Federación Española de Natación, encargada a partir de 1963 de la organización de los campeonatos de España de Salvamento y Socorrismo que se celebran anualmente.
Participó como deporte "no oficial" en los Juegos Olímpicos de Paris en 1900.

## Pruebas físicas o de aptitud
Para obtener el diploma o certificado de formación para ejercer la profesión de socorrista acuático o guardavidas, es necesario no sólo superar una serie de exámenes teóricos, sino también, por la naturaleza de este trabajo profesional, una serie de pruebas físicas que se desarrollan en el ámbito acuático (piscina y/o mar)
Etas pruebas varían dependiendo el país, e incluso la región (provincia, estado, comunidad, etc.) en la que se desarrollan, adecuándose a la ley correspondiente en cada caso. En España el Ministerio de Educación a través del INCUAL ya há especificado cuál es la formación que deberían tener los socorristas (ver Catálogo Nacional de Cualificaciones Profesionales).
En España puede obtenerse el certificado de formación de socorrista acuático, técnico en primeros auxilios y salvamento acuático, a través de cualquier entidad especializada en la formación en Socorrismo acuático. Es el caso de asociaciones profesionales, escuelas de socorrismo, fundaciones de socorrismo, empresas de salvamento y socorrismo, Real Federación Española de Salvamento y Socorrismo, Cruz Roja o cursando el Ciclo de Grado Superior en Actividades Físicas y Deportivas. Esta información puede encontrarse en el BOE, y no se debe eliminar de forma tendenciosa, ya que la competencia en la formación de socorrismo no es un monopolio, sino una multiplicidad de opciones.La licencia es necesaria renovarla anualmente y someterse a una prueba física cada dos años.
En Argentina el título de "guardavidas" (así se conoce a los socorristas acuáticos) se puede conseguir en "Escuelas de Guardavidas" privadas. Hasta 2005 no había una regulación estatal específica al respecto, pero posteriormente se comenzó a exigir una habilitación a cada escuela que pretenda dar el curso de guardavidas de forma oficial y por lo tanto entregar un título legal para trabajar en este país, con la posibilidad de hacerlo también en otros.

## Pruebas deportivas o competitivas
El socorrismo acuático puede entenderse, además de como una profesión, como un deporte. En este último caso podemos hablar de una serie de pruebas deportivas, entre las que se diferencian dos tipos: las pruebas en piscina, y las pruebas de aguas abiertas o de playa. A nivel nacional en pruebas de piscina se compite tanto en invierno como en verano, quedando las pruebas de aguas abiertas reservadas para la época estival.
En España las competiciones de Salvamento y Socorrismo están reguladas por la Real Federación Española de Salvamento y Socorrismo.

### Pruebas oficiales de salvamento y socorrismo que se disputan en un campeonato del mundo
| Pruebas de piscina | Pruebas de piscina | Pruebas de aguas abiertas                                                        | Pruebas de aguas abiertas                                       |
| --- | --- | -------------------------------------------------------------------------------- | --------------------------------------------------------------- |
| Individuales | Relevos | Individuales                                                                     | Relevos                                                         |
| 200 m Obstáculos 50 m Arrastre de Maniquí 100 m Combinada de Salvamento 100 m Arrastre de Maniquí con Aletas 100 m Socorrista 200 m Súpersocorrista | Lanzamiento de Cuerda 4 x 25m Arrastre de Maniquí 4 x 50m Natación con Obstáculos 4 x 50m Combinado 4 x 50m Socorrista Mixto | Sprint Banderas Nadar surf Carrera con tabla Carrera con ski Oceanman/Oceanwoman | Relevo Tubo Relevo Sprint Relevo rescate con tabla Relevo Ocean |

### Pruebas individuales de piscina
- 200m Natación con Obstáculos

A la señal de salida, el competidor entra en el agua con un salto y nada el recorrido de 200 m pasando 8 veces por debajo de un obstáculo sumergido para
finalizar tocando la pared de llegada de la piscina en 4min 15seg, para realizar un buen tiempo.
- 100m Socorrista

A la señal de salida, el competidor entra en el agua con un salto y nada 50m estilo libre, que habitualmente se escoge crol, llevando aletas y tubo de rescate. Después de tocar la pared, el competidor asegura el tubo de rescate alrededor del maniquí y lo remolca con el tubo hasta el final. La prueba termina cuando el competidor toca la pared de llegada. Para poder superar la prueba el maniquí no debe haber tocado el agua con la cara durante el arrastre, sino es descalificación y el tiempo no sirve.
- 100m Combinada de Salvamento

A la señal de salida, el participante entra en el agua con un salto y nada 50m estilo libre, gira, se sumerge y nada debajo del agua hasta el maniquí sumergido que está a 17,5 m de la pared de viraje, durante estos metros el nadador no puede salir a coger aire.
El participante saca a la superficie el maniquí dentro de la línea de recogida de 5 m, y entonces lo arrastra la distancia restante hasta la pared de llegada.
- 200m Súper Socorrista

A la señal de salida, el competidor entra en el agua con un salto y nada 75m estilo libre para luego sumergirse y recoger un maniquí sumergido. El competidor saca el
maniquí dentro de la línea de recogida los 5 m y lo arrastra hasta la pared de viraje. Toca la pared y suelta el maniquí.
En el agua, el competidor se coloca las aletas y el tubo de rescate y nada 50m estilo libre. Después de tocar la pared, el competidor asegura el tubo alrededor del
maniquí dentro de la línea de 5 m desde la pared de viraje y lo remolca hasta tocar
la pared de llegada.
- 50m Arrastre de Maniquí

A la señal de salida, el competidor entra en el agua con un salto y nada 25m estilo libre, entonces se sumerge para recoger un maniquí hundido y sacarlo a la
superficie dentro de la línea de los 5 m de recogida. El competidor arrastra el maniquí hasta tocar la pared de llegada.
- 100m Arrastre de Maniquí con Aletas

A la señal de salida, el competidor entra en el agua con un salto y nada 50m estilo libre llevando aletas, recoge un maniquí hundido y lo saca a la superficie dentro de
la línea de los 10m de recogida. El competidor arrastra el maniquí hasta tocar la pared de llegada. En esta prueba la distancia de recogida es mayor porque las aletas crean un mayor desplazamiento y con ello rapidez.

### Pruebas por equipos en piscina
- 4 x 50m Relevo Obstáculos

A la señal de salida, el primer competidor entra en el agua con un salto y nada 50m estilo libre pasando por debajo de dos obstáculos. Después el primer competidor toca la pared, el segundo, el tercer y el cuarto competidor repite el procedimiento por turnos.
- 4 x 50m Relevo Combinada (Tubo de Rescate)

A la señal de salida, el primer competidor entra en el agua con un salto y nada 50m estilo libre sin aletas.
Después de que el primer competidor toque la pared, el segundo competidor salta y nada 50m estilo libre con aletas.
Tras tocar la pared el segundo, el tercer competidor nada 50m estilo libre con tubo de rescate. El tercer competidor toca la pared. El cuarto está en el agua llevando aletas con al menos una mano agarrada al borde.
El cuarto competidor coge el arnés y el tercer competidor, juega el papel de víctima, cogiendo el tubo de rescate con ambas manos mientras es remolcado 50m por el cuarto competidor hasta la llegada. La 'Víctima' puede hacer pies para ayudar al rescatador e ir más rápido.
- 4 x 25m Relevo Arrastre de Maniquí

Cuatro competidores por turnos arrastran un maniquí aproximadamente 25m cada uno.
- Lanzamiento de Cuerda

Es una prueba con límite de tiempo, previamente al lanzamiento la cuerda se encuentra sumergida en el agua y el competidor que se encuentra fuera de ésta la tiene que recoger y lanzarla sin peso al miembro del equipo localizado en el agua aproximadamente a 12,5 m de distancia y lo recoge mediante tracción de la cuerda hasta la pared de llegada, en un tiempo máximo de 45 segundos.

### Pruebas individuales de aguas abiertas
- Sprint

Los competidores toman sus posiciones en sus calles asignadas por sorteo. A la señal de salida, los competidores corren los 90 metros del recorrido hasta la línea de llegada. La llegada es juzgada por el pecho del deportista cruzando la línea de llegada. Los competidores deben terminar la prueba sobre sus pies en posición vertical.
- Banderas

Los competidores, se posicionaran tumbados boca abajo, con las manos una por encima de otra, con los dedos a la altura de las muñecas contrarias, el cuerpo recto, formando perpendicularidad con la línea de salida y con los tobillos juntos, al comando de "Cabezas abajo", estos posaran la barbilla en las manos. Corren aproximadamente 20m para conseguir una bandera enterrada verticalmente en la arena. Siempre tiene que haber menos banderas que competidores, aquellos que no consigan bandera serán eliminados.
- Correr, nadar, correr

A la señal de salida, el competidor corre 300 m y llega al agua, el competidor nada unos 200 m en un recorrido delimitado por boyas, vuelve a la arena para realizar otros 300 m de correr para terminar entre dos banderas en la playa.
- Carrera con Tabla

Los competidores permanecen en o detrás de la línea de salida en la arena con sus tablas con 1,5 m de separación entre cada uno. A la señal de salida, los competidores entran en el agua, lanzan sus tablas y reman el recorrido marcado por las boyas, vuelven a la playa y cruzan la línea de llegada.
- Carrera con Ski

Los competidores sujetan sus skies en línea a la profundidad de la rodilla con una separación de 1,5 m. Los competidores deben obedecer las directrices dadas por el Juez de Salidas o por el Ayudante del Juez de Salidas referente a la alineación en la salida.
A la señal de salida, los competidores palean con sus skies por el recorrido marcado por las boyas y vuelven para llegar cuando cualquier parte del ski cruza la línea de llegada, montado, agarrado o arrastrado por el competidor.
- OceanMan / OceanWoman

Los competidores cubren un recorrido de 1400m aproximadamente que incluye una posta de natación, una posta de tabla, una posta de ski y un sprint final.

### Pruebas por equipos de aguas abiertas
- Relevo Salvamento con Tubo de Rescate

Cuatro competidores de cada equipo participan en esta prueba: una víctima, un nadador con tubo de rescate y dos socorristas.
Los tubos de rescate y las aletas se colocan en la arena aproximadamente a 11m de la orilla en línea con las boyas del recorrido. Las víctimas nadan (o se les lleva) mar adentro hasta su boya asignada colocada mínimo a 120m de la profundidad de la rodilla y después se corre hacia ella.
El Nadador con tubo de rescate toma su posición de salida en la línea, alineado a la boya asignada y cara a la arena. A la señal de salida, corren para obtener susaletas y tubo de rescate, se lo coloca cuando desee y nada hacia la víctima.
Deben pasar la boya por el lado izquierdo (mirando desde la playa) para asegurar el tubo a la víctima que está esperando detrás de la boya. Con la víctima fijada al tubo, los competidores siguen (en sentido de las agujas del reloj) girando la boya y remolcando a la víctima hacia la playa.
Mientras el nadador va a por su víctima, el Juez de Salidas llamará a los dos socorristas de cada equipo a la línea de salida. Después de que el nadador haya empezado a remolcar a la víctima hacia la playa, los dos socorristas a su discreción, entran en el agua y ayudan al nadador a llevar a la víctima a la playa. La víctima debe ser arrastrada o cargada del agua a la llegada.
- Relevo Sprint

Un equipo de cuatro competidores completan un relevo con testigo de manera que cubren 90m. de recorrido. Para empezar, 2 competidores toman su posición en su calle asignada en cada extremo del recorrido.
Después de la salida cada competidor completa una posta del recorrido con un testigo agarrado con una mano y pasa el testigo al terminar la primera, segunda y tercera posta al siguiente corredor. Todos los competidores terminan su posta sobre sus pies y en posición vertical.
- Relevo Rescate con Tabla

En esta prueba, un miembro del equipo nada aproximadamente 120m a la boya asignada, señala y espera a ser recogido por el segundo miembro del equipo con
la tabla. Ambos reman a la orilla y cruzan la línea de llegada en la arena con la tabla.
- Relevo Taplin

Un equipo de 4 competidores (nadar, tabla, ski y sprint) cubren el recorrido en una secuencia de postas determinadas por sorteo al comienzo de cada competición.
La posta de sprint será siempre la última.
- Relevo Triada

Un equipo de 6 competidores (nadar masculino, nadar femenino, tabla masculino, tabla femenino, ski masculino y ski femenino) cubren el recorrido en una secuencia de postas determinadas por sorteo al comienzo de cada competición, con la particularidad de que el propio equipo elegirá si lanzar primero a un componente femenino o masculino según su edad.

## Resultados internacionales del equipo español

#### Récords Mundiales
Desde el 1998 se han establecido los siguientes récords:
Absoluto
- María Luengas Mengual: 100m socorrista 00'58.21 (2014) / 00'58.03 (2014)
- Antía García Silva: 100m remolque de maniquí con aletas 00'51.47 (2018)

Junior
- Domingo Togores: 50m remolque de maniquí 00'31.12 (2014)
- Alberto Turrado: 100m socorrista 00'50.01 (2021)
- Lola Caballero Fuset: 100m socorrista 00'58.64 (2021)
- Jaime Irueste Rojo: 100m remolque de maniquí con aletas 00'45.52 (2024)

Master M30
- Francisco Javier Catalá Llinares: 100m socorrista 00'52.30 (2019) / 00'51.88 (2019) / 00'51.00 (2019)

Master M35
- Mikel Escalona: 100m remolque de maniquí con aletas 00'48.88 (2019)
- Bartolomé Morales Acosta: 100m combinada 01'12.27 (2020)
- Jon Rojano Vázquez: 100m combinada 01'09.91 (2021)
- José Victor Garcia Castillo: 200m super socorrista 02'20.20 (2023)
- Francisco Javier Catalá Llinares: 100m socorrista 00'52.50 (2024)

Master M45
- Marcello Tonelli: 200m natación con obstáculos 02'12.29 (2021)
- Marcello Tonelli: 100m combinada 01'13.64 (2021) / 01'11.45 (2022) /  01'11.06 (2023)

#### Juegos Mundiales
Desde el 1981 hasta el 2022 se han ganado 26 medallas en los Juegos:
 x 7
 x 8
 x 11
1981, Sofia (BULGARIA):  José Ignacio Dieste (lanzamiento salvavidas) /  Magda Amat Falguera, Miriam Carratala Giménez y Pilar Domingo (general por equipos) 
1985, Londres (G.B):  Conchi Escatllar Fdez de Misa (100m rescate con aletas) /  Francisca Romero Padrón (200m obstáculos)  Carlos Buj Lozano, Miguel Cruz Rivero, Ignacio Quemada y Francisco Sánchez (4x50m combinada) /  Miguel Cruz Rivero (200m obstáculos) /  Conchi Escatllar Fdez de Misa, Francisca Romero Padrón, Rosa Ortíz López y Esperanza Sance Castaño (4x50m combinada) /  Francisca Romero Padrón, Rosa Ortíz López y Esperanza Sance Castaño (general por equipos)   
1989, Karlsruhe (ALEMANIA):  Conchi Escatllar Fdez de Misa (100m arrastre maniquí con aletas)
1993, Den Haag (NETHERLANDS):  José Miguel Iniesta Sevillano, David Barea de Orbe, Jerónimo Sánchez-Bas y José Navarro Alcaraz (4x50m combinada)    
1997, Lahti (FINLANDIA):  Carolina Beneyto Vizuete, Alicia Sierra López, Lucía Veciana y Anabel San Nicolás Padilla (4x25m remolque de maniquí) /  Carolina Beneyto Vizuete (200m obstáculos) /  Juan José Zapata, Ivan Tejero Vázquez, David Barea de Orbe y Francisco Amat (4x25m remolque de maniquí)   
2001, Akita (JAPÓN):  Sergio González de León (banderas) /   Pablo Terradillos Suárez (50m remolque de maniquí) /  Rosa Blanca Glez Villagrasa (banderas) /  Conchi Escatllar Fdez de Misa, Carolina Beneyto Vizuete, Rosa Blanca Glez Villagrasa y Elisabet Masergas Teixidor (rescate cn tubo)   
2005, Duisburg (ALEMANIA):  Fernando del Villar Cuerda, Carlos Alonso Ruiz, Michael Rodriguez McCullough y Arnau Elias Centelles (4x25m remolque de maniquí) /  Fernando del Villar Cuerda, Michael Rodriguez McCullough, Arnau Elias Centelles y Rafael Tamaral Moreno (4x50m obstáculos) /  Conchi Escatllar Fdez de Misa, Ana Guimarey Yázquez, Isabel Quiñones Acin y Irene Zamora Soto (salvamento con tubo de rescate) /  Irene Zamora Soto (correr, nadar y correr)   
2009, Kaohsiung, (TAIWAN): n/a
2013, Cali (COLOMBIA):  María Luengas Mengual (100m socorrista)
2017, Breslavia (POLONIA):  Eduardo Blasco Álvarez, Carlos Periañez Carrasco, Sergio Calderón Gonzalves y José Victor García Castillo (4x25m remolque de maniquí)
2022, Birmingham, (USA):  Antía García Silva (50m remolque de maniquí) /  Javier Catala Linares (100m socorrista) /  Alberto Turrado Alvarez (100m socorrista)
2025, Chengdu, (CHINA):

#### Campeonatos del Mundo
Desde el 1955 hasta el 2018 se han ganado 189 medallas en campeonatos del mundo "Rescue" (143 de ellas anteriores al 1994, fecha de constitución oficial de la ILS):
 x 52
 x 68
 x 69